# Anisothecium clathratum
Anisothecium clathratum är en bladmossart som beskrevs av Brotherus 1924. Anisothecium clathratum ingår i släktet Anisothecium och familjen Dicranaceae. Inga underarter finns listade i Catalogue of Life.